# Mundvorhofplatte
Eine Mundvorhofplatte (MVP) (nach Hinz) (englisch: Oral screen) ist eine lose, schnullerähnliche Platte, die zumeist bei Kindern eingesetzt wird. Sie soll dabei helfen, das Nuckeln am Daumen oder Schnuller abzugewöhnen, auch werden MVP eingesetzt, um die Mund- und Kiefermuskulatur zu stärken, zum Beispiel beim sogenannten "Down-Syndrom".

## Verschiedene Arten und Größen
Die Mundvorhofplatten werden in verschiedenen Arten und Größen hergestellt und sind mit Ausnahme des "Stoppi Entwöhnungs-Sauger" nur im Fachhandel oder beim Zahnarzt/Kieferorthopäden erhältlich.

### Arten
- MVP-S: Die Standardmundvorhofplatte wird meistens eingesetzt um das Nuckeln am Daumen abzugewöhnen (starr).
- MVP-ES: Die elastische MVP wird meistens eingesetzt um das Nuckeln am Schnuller abzugewöhnen.
- MVP-K: MVP mit Einbisskäppchen, wenn der Unterkiefer zurückliegt, durch das Käppchen wird der Unterkiefer nach vorne geführt, das verhindert das "abkippen" der Platte (starr).
- MVP-EK: elastische MVP mit Käppchen
- MVP-Z: Mundvorhofplatte mit Zungengitter, falls sich schon ein sogenannter "Offener Biss" gebildet hat, um die Zunge daran zu hindern sich zwischen die Zähne zu legen (starr).
- MVP-P: MVP mit sogenannter "Stimulationsperle", die die Zunge an den Gaumen führt (starr). Sie wird meist beim sogenannten Down-Syndrom eingesetzt.

### Größen
Mundvorhofplatten gibt es in 2 Größen:
- Größe I (Roter Ring) wird im Milchgebiss eingesetzt
- Größe II (Blauer Ring) wird im Wechsel- oder bleibenden Gebiss eingesetzt.

## Offener Biss
Ein Offener Biss kann sich durch stetiges Nuckeln (jede Gelegenheit zum Nuckeln nutzen) bilden. Man erkennt ihn daran, dass die Frontzähne nicht mehr aufeinander beißen, auch das Knabbern an Fingernägeln oder Abbeißen von Brot fällt mit einem offenen Biss, je nachdem wie sehr dieser ausgeprägt ist, sehr schwer.

## Sonderformen und -Arten
Es gibt auch Spezialausführungen und individuell gestaltete Mundvorhofplatten. Hierzu zählen unter anderem die folgenden:

### Mundvorhofplatte mit Druckanzeige
Die Mundvorhofplatte mit Druckanzeige (auch Schnarchschnuller genannt), kann bei Schlafstörungen helfen oder vor dem schädlichen (mit längeren Atemaussetzern) Schnarchen schützen, diese spezielle Mundvorhofplatte ist größer als die normalen MVPs und ist zusätzlich mit einer sogenannten „Druckanzeige“, die den korrekten Sitz zeigen soll, ausgestattet.

### Individuelle Mundvorhofplatte
Die individuelle Mundvorhofplatte ist eine speziell dem Patienten angepasste Mundvorhofplatte, die individuell auf die Gegebenheiten im Mund des Patienten angepasst wurde.

### Stoppi Entwöhnungs-Sauger
Der Stoppi Entwöhnungs-Sauger ist eine Mundvorhofplatte, die speziell für Kinder ab 2 Jahren gemacht wurde. Sie hat einen gelben Ring, eine aus Silikon bestehende, elastische Platte und einen Aufbisssteg für die Zähne. Diese MVP soll Kindern als Schnullerersatz dienen und die gesunde Entwicklung des Kiefers unterstützen. Sie ist auch in Apotheken erhältlich.

### Mundvorhofplatte "Ulmer Modell"
Die Mundvorhofplatte "Ulmer Modell" besteht komplett aus Silikon und wird ebenfalls in 2 Größen hergestellt:
- Größe 1: Mini (bis zum Schulalter)
- Größe 2: Maxi (ab dem Schulalter und Erwachsene)

### Mundvorhofspange
Eine Mundvorhofspange bezeichnet eine individuell angepasste zahnspangenähnliche Mundvorhofplatte.